# Stazione di Cala Sabina
La stazione di Cala Sabina è una fermata ferroviaria situata nell'omonima località balneare, nel territorio comunale di Golfo Aranci, lungo la ferrovia Cagliari-Golfo Aranci.

## Storia
La fermata nacque nella prima metà degli anni sessanta per permettere il collegamento di Golfo Aranci e Olbia con la spiaggia di Cala Sabina, località marittima sino a quel momento raggiungibile solo via mare, e situata nei pressi del tracciato della Dorsale Sarda.
A costruire e a gestire inizialmente lo scalo furono le Ferrovie dello Stato, che poi cedettero la titolarità dell'impianto alla propria controllata RFI nel 2001. Impiegato sin dalla costruzione nel solo periodo estivo, l'impianto fu per decenni l'unica via di accesso terrestre alla spiaggia, prima che negli anni duemila questa fosse raggiunta anche da una strada sterrata.

## Strutture e impianti
L'impianto di Cala Sabina presenta caratteristiche di fermata passante, ed è dotato dal punto di vista ferroviario del solo binario di corsa, a scartamento da 1435 mm. Presente inoltre nell'impianto un piccolo fabbricato di servizio, non a disposizione dell'utenza.

## Movimento
La fermata ha sempre avuto la caratteristica di essere utilizzata per il servizio viaggiatori nel solo periodo estivo, nel quale è servita da vari treni regionali espletati da Trenitalia tra le stazioni di Olbia e Golfo Aranci.

## Servizi
L'impianto è dotato di una singola banchina per l'accesso ai treni, con alcune panchine a disposizione dei viaggiatori, accessibile a persone con disabilità motorie. Dal punto di vista commerciale è inoltre classificato da RFI in categoria "bronze".